# Вушуровић
Вушуровићи су братство у Томићима (Црна Гора) и савремено презиме на Цетињу.
Основа му је лично име Вушур које је као савремено потврђено у овој области.
Вушуровићи су цетињско братство, из села Томић, које заједно са Ивановићима и Иванишевићима води порекло од Ивана Боројевића, који је дошао из Старог Влаха у Цетињско поље средином XV века.
Према предању мештана села Томић – Ивановићи, Вушуровићи и Шабани (из Љуботиња) доселили су ба ове просторе са Златибора.Била су три брата: Вушур, Ива и Шабан, по којима су добили своја презимена.
Вушуровићи су дошли у Ереч из села Томић, из Бјелица, после Првог светског рата. Душан Вушуровић је уочи Другог светског рата службовао у Беранама као жандарм. Ту се упознао са унуком попа Јована Поповића, Даринком са којом се оженио и на њеном имању населио.
Вушуровићи у Катунској нахији славе Петковдан, као и Вушуровићи у Будимљи с озбиром да су на имању Поповића, држе као приславу и Аранђеловдан. Овде би се могао приметити траг обичаја које су првобитно понели са Златибора у Црну Гору, јер је у Србији, уколико зет дође на имање тазбине, узима славу коју је славио домаћин тог имања.
Вушуровићи су у сродству са Вучуровићима и Вушановићима, а вероватно и Укшановићима, који су бежећи од крвне освета мењали понеко слово у презимену.